# Kensuke Nagai
Pour les articles homonymes, voir Nagai (homonymie).
Kensuke Nagai (永井 謙佑, Nagai Kensuke), né le 5 mars 1989 à Fukuyama dans la préfecture de Hiroshima au Japon, est un footballeur international japonais. Il évolue actuellement comme attaquant au Nagoya Grampus.

## Biographie
Aux Jeux asiatiques de 2010, Nagai termine meilleur buteur de la compétition avec cinq réalisations.
Le 6 janvier 2010, Nagai honore sa première sélection avec le Japon dans un match comptant pour éliminatoires de la Coupe d'Asie des nations 2011 face au Yémen (2-3). Il est convoqué pour disputer Jeux olympiques d'été 2012 de Londres. Nagai y inscrit deux buts mais le Japon s'incline sur le score de 3-1 en demi finales contre le Mexique, futur vainqueur de la compétition. 
Le 9 juin 2019, près de quatre ans depuis son dernier match en sélection, Nagai réalise un doublé contre le Salvador en amical, offrant une victoire 2-0 à son pays.
Le 9 novembre 2024, Nagai joue sont 300 matchs officiel avec sont club le Nagoya Grampus.

## Statistiques

### Buts internationaux
| 0 | Date            | Lieu                               | Adversaire | Score | Résultats | Compétitions                      |
| - | --------------- | ---------------------------------- | ---------- | ----- | --------- | --------------------------------- |
| 1 | 9 juin 2019     | Stade de Miyagi, Rifu, Japon       | Salvador   | 1-0   | 2-0       | Match amical                      |
| 2 | 9 juin 2019     | Stade de Miyagi, Rifu, Japon       | Salvador   | 2-0   | 2-0       | Match amical                      |
| 3 | 10 octobre 2019 | Stade Saitama 2002, Saitama, Japon | Mongolie   | 4-0   | 6-0       | Éliminatoires Coupe du monde 2022 |

## Palmarès

### En club
Nagoya Grampus
- Supercoupe du Japon
  - 2011

### En sélection
Japon -23 ans
- Jeux asiatiques
  - 2010